# Michael Stephen Silk
Michael Stephen Silk FBA (* 11. Juni 1941 in Birmingham) ist ein britischer Gräzist und Komparatist.
Silk besuchte von 1953 bis 1960 die King Edward’s School in Birmingham. Von 1960 bis 1964 absolvierte er den Classical Tripos am St John’s College, Cambridge, mit dem B.A. Es folgte 1967 der MA. 1969 wurde er mit einer Dissertation zur frühgriechischen Lyrik zum Ph.D. promoviert. Seit 1967 war er Research Fellow am St John’s College, 1970 wechselte er als Lecturer an das King’s College London. 1985 wurde er dort zum Reader, 1991 zum Professor ernannt. Wiederholt nahm er eine Gastprofessur in Gräzistik und Vergleichender Literaturwissenschaft an der Boston University, USA, wahr. Von 2000 bis 2003 war er Leverhulme Major Research Fellow, 2009 wurde er zum Fellow der British Academy ernannt, 2010 zum Fellow des King’s College London (FKC).
Daneben war er von 1993 bis 1997 Head des Department of Classics des King’s College London und nahm er verschiedene Funktionen in der Administration von Forschung und Lehre wahr.

## Forschungsschwerpunkte
Silk verbindet in seiner Arbeit die Gräzistik (Lyrik, Tragödie, Komödie und antike Literaturtheorie) mit einem modernen literaturtheoretischen, komparatistischen und rezeptionsgeschichtlichen Ansatz. Zentrale Themen sind die poetische Sprache (Metaphorik), das Tragische (auch Nietzsches Schrift Die Geburt der Tragödie) und das Komische (Aristophanes). Da Silk diese Verbindung bereits Ende der 1960er Jahre in seiner Anfang der 1970er Jahre veröffentlichten Dissertation zur Bildersprache der frühgriechischen Lyrik praktizierte, darf er als einer der Archegeten eines Trends gelten, der sich erst in den 1980er Jahren Bahn brach.
Silk betreute außerdem seit 1981 das King’s College Greek Play, die jährliche Inszenierung eines antiken griechischen Dramas durch Studenten des King’s College London, die 1953 von Reginald Pepys Winnington-Ingram inauguriert worden war.

## Schriften (Auswahl)
- Interaction in poetic imagery with special reference to early Greek poetry. Cambridge University Press, Cambridge 1974, (online).
- mit Joseph P. Stern: Nietzsche on tragedy. Cambridge University Press, Cambridge 1984, (online).
- Homer, The Iliad. Cambridge University Press, Cambridge, New York 1987; zweite Auflage, 2004, (online). – Rez. von: Michael Broyles, in: Bryn Mawr Classical Review 2004.07.07.
- (Hrsg.): Tragedy and the Tragic. Greek theatre and beyond. Clarendon Press, Oxford 1996. – Rez. von: Michael R. Halleran, in: Bryn Mawr Classical Review 97.5.2.
- Aristophanes and the definition of comedy. Oxford University Press, Oxford 2000. – Rez. von Keith Sidwell, in: Hermathena 172, 2002, S. 85–90, (online); Ian C. Storey, in: Bryn Mawr Classical Review 2001.09.35.
- (Hrsg., mit Anthony Hirst): Alexandria, real and imagined. Ashgate, Aldershot 2004. – Rez. von: Andrew Erskine, in: The Classical Review 55, 2005, S. 594–595.
- (Hrsg., mit Alexandra Georgakopoulou): Standard languages and language standards. Greek, past and present. Ashgate, Farnham 2009, (online).
- mit Ingo Gildenhard und Rosemary Barrow: The Classical Tradition: Art, Literature, Thought. Wiley-Blackwell, Chichester 2014, (online). – Rez. von: Anne Mahoney, in: Bryn Mawr Classical Review 2014.07.50.